# Members Only
«Members Only» («Exclusivo para miembros» en Hispanoamérica) es el octavo episodio de la vigésima temporada de la serie animada South Park, y el episodio 275 en general. El episodio se estrenó en Comedy Central el 16 de noviembre de 2016 para Estados Unidos.
La trama sigue enfocada en la parodia de las Elecciones presidenciales de Estados Unidos de 2016 donde el Sr. Garrison electo como presidente de los Estados Unidos, deberá actuar de manera políticamente correcta.
El episodio fue escrito y dirigido por el cocreador de la serie Trey Parker.

## Trama
El Sr. Garrison que recibió la apariencia de Donald Trump, ha sido electo como nuevo presidente de los Estados Unidos, donde hará que el Director PC y otras personas realicen felaciones hacia él como venganza por dudar de su campaña política. Sin embargo, cuando Dinamarca se prepara para lanzar su propio programa "Troll Trace" para todo el mundo, fue llamado al Pentágono para manejar la crisis global, no teniendo idea de qué hacer, rechazó con enojo la advertencia de Boris Johnson en Londres argumentando que el país entra en una catástrofe después que todas las personas comieran las bayas de recuerdos. Mientras tanto, las bayas de recuerdos invaden e inundan la Casa Blanca, donde su líder, una vieja baya que es padrino, planea traer de vuelta a "los verdaderos Stormtroopers".
De repente, Butters se une a Cartman y Heidi Turner en el edificio SpaceX, con la esperanza de abandonar la Tierra con ellos. Bajo la amenaza de Troll Trace, Butters ha invertido su actitud previa hacia las mujeres hasta el punto en que Heidi se interesa por él, causando la irritación de Cartman. Los tres están decepcionados al descubrir que su deseo de abandonar el planeta sólo se tomó metafóricamente, ya que en su lugar se les da un tour en las instalaciones de Space X dirigido por Elon Musk. Después de Musk explica que un cohete de Marte está todavía a varios años de distancia, se interesa en acelerar el proceso cuando se le ofrece la asistencia de Heidi.
En el edificio Troll Trace en Dinamarca, Gerald Broflovski quién se encuentra detenido, recibe un teléfono celular del director general de Troll Trace y se le dice que puede llamar a cualquier persona para ayudarlo, aunque acabará revelando su identidad como cazaputas42. Gerald llama a Ike y le ordena que continúe trolleando como cazaputas42, siendo captado por Sheila quien ordena a Ike de dejar su computadora como castigo, más tarde, Kyle también se entera del caso de Ike y ambos salen de la casa para pedir ayuda. 

## Recepción
Dan Caffrey del sitio The AV Club calificó al episodio un A+, declarando que la historia "Definitivamente resultará muy genial en los próximos episodios"...
Jesse Schedeen del sitio IGN calificó al episodio un 8.5 de 10 mencionando que el episodio "Se basó hábilmente en los nuevos acontecimientos políticos, ya que arrojó más luz sobre las bayas de recuerdos y su verdadero y horripilante plan para la humanidad".
Jeremy Lambert del sitio 411 Mania calificó un 6.5 de 10 notando que "Algo se siente un poco apagado ó marginado desde el comienzo de la temporada hasta ahora".